# キリストの復活 (ルーベンス、パラティーナ美術館)
『キリストの復活』（キリストのふっかつ、伊: Resurrezione di Cristo、英: The Resurrection of Christ）は、フランドルのバロック期の巨匠ピーテル・パウル・ルーベンスが1616年ごろ、キャンバス上に油彩で制作した絵画である。キリスト教の重要な教義であるイエス・キリストの復活の場面を描いている。作品は1713-1723年にトスカーナ大公フェルディナンド・デ・メディチのコレクションに入り、現在はフィレンツェにあるピッティ宮殿内のパラティーナ美術館に所蔵されている。

## 作品
キリストの復活は、最後の審判の際の天国への復活を願う信者たちの墓碑のために特に好まれた主題である。しかし、トスカーナ大公のコレクションに入る前の本作の来歴は不明で、はたして墓碑画であったかどうかは特定できない。
ルーベンスは、繰り返しイエス・キリストの復活の場面を描いている。本作に類似した構図を持つのは、様式的にも本作に近いアメリカのコロンバス美術館所蔵の『罪と死に勝利するキリスト』である。その画面では、キリストの左足は頭蓋骨とヘビを踏みしており、原罪と死に対する勝利が示されている。
本作では、この2つのモティーフは描かれていないが、キリストが座す麦藁、左手に持つ旗、および画面左上の天使たちの持つ月桂冠が死に対する勝利を明確に表している。さらに、何よりも力強く感じられる、堂々たる筋肉質のキリストの身体そのものが死に対する勝利を雄弁に物語っている。なお、キリストの身体から発する光は闇に対する勝利を表している。

## ギャラリー

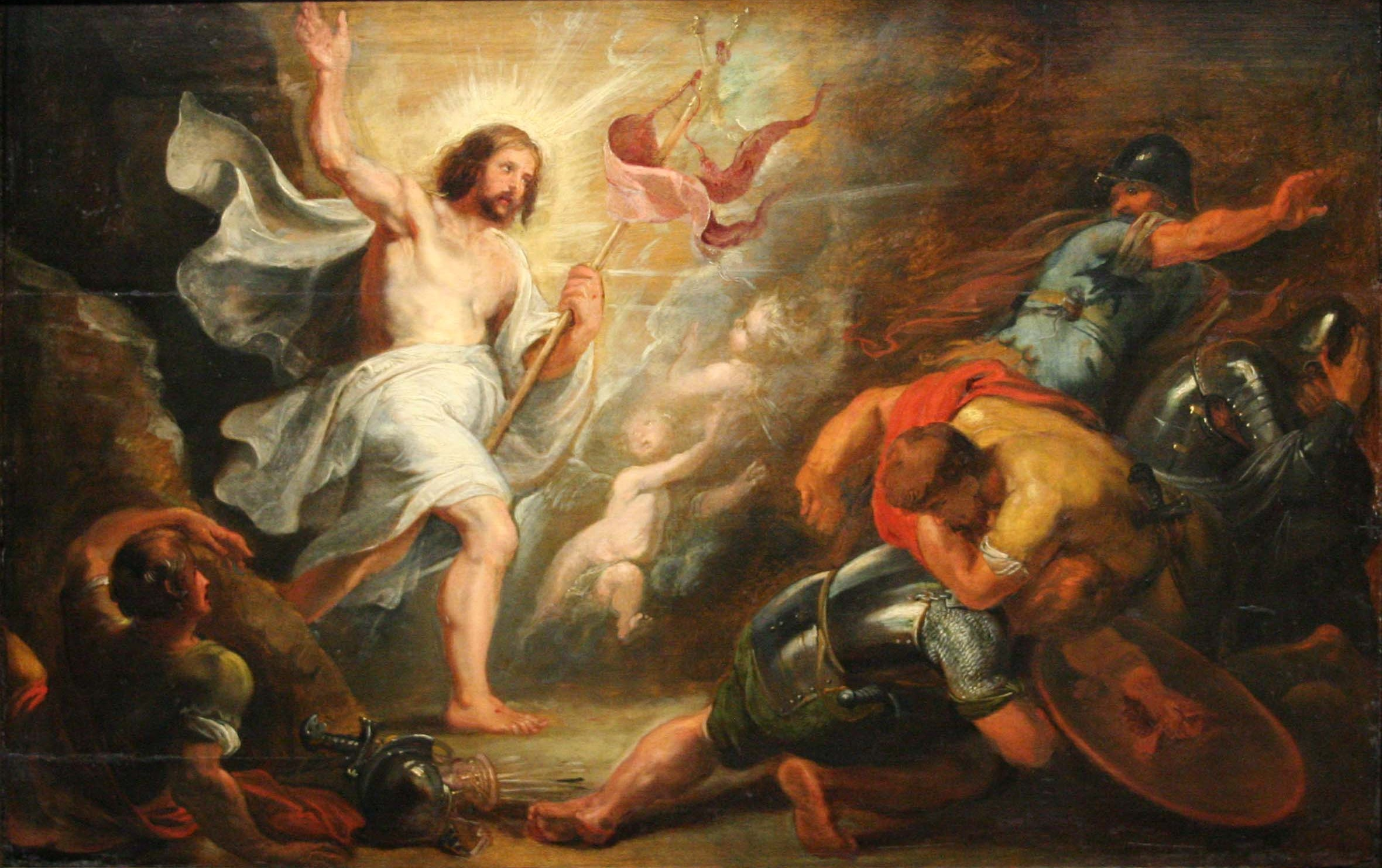
ルーベンス『キリストの復活』（1617-1619年）、マルセイユ美術館
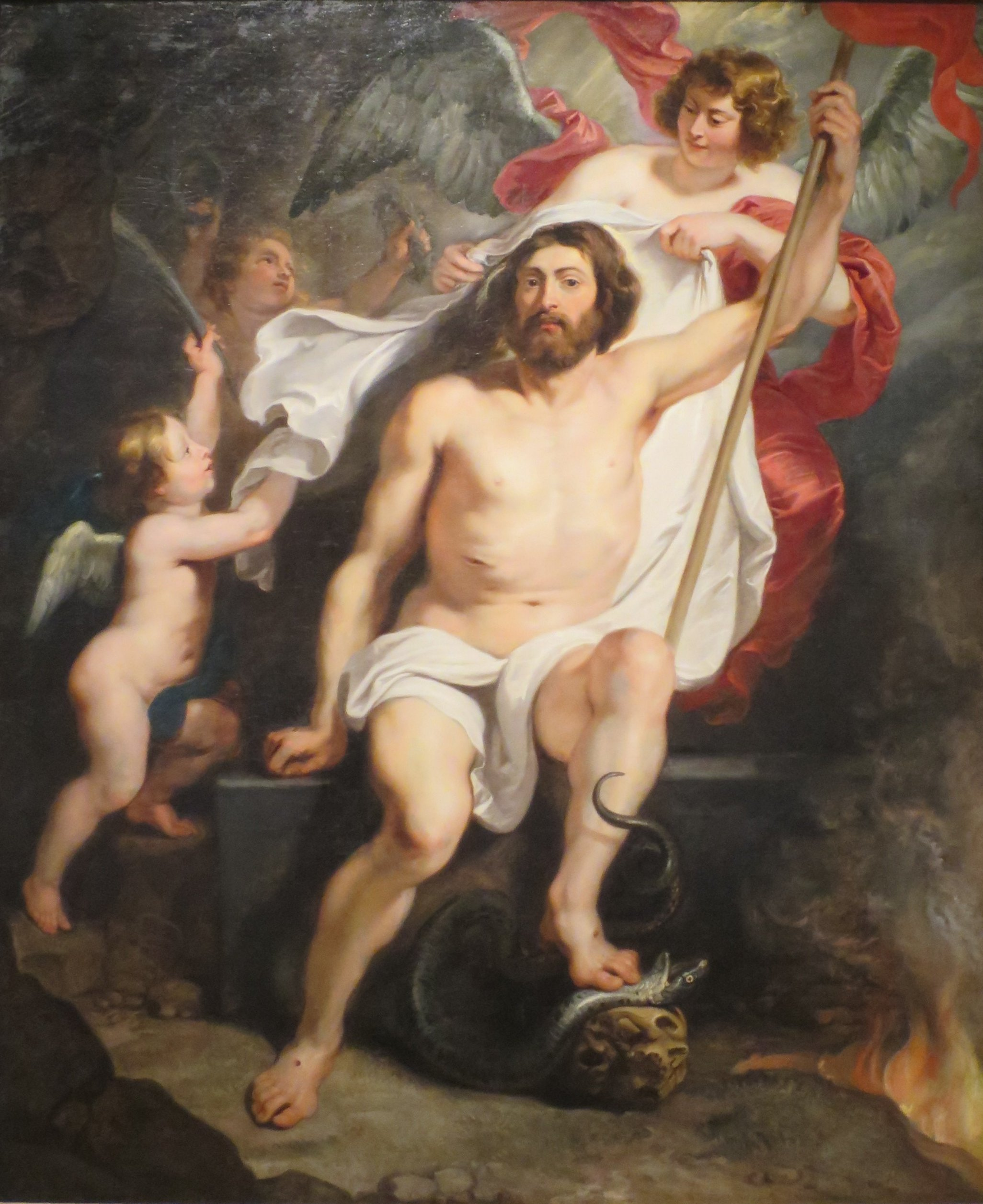
ルーベンスと工房『罪と死に勝利するキリスト』（1615-1620年ごろ）、コロンバス美術館、オハイオ州
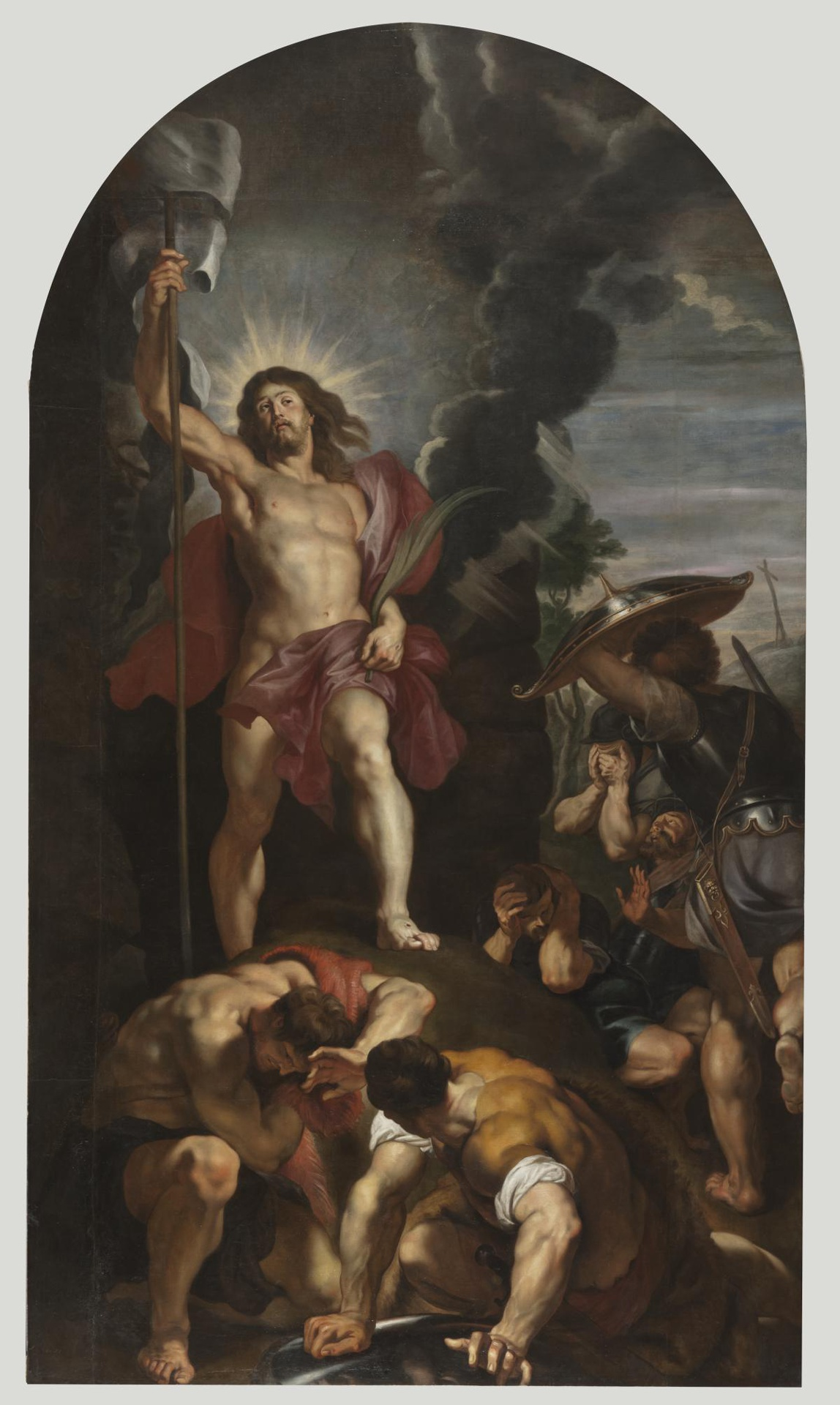
ルーベンス『キリストの復活』（17世紀）、エルミタージュ美術館、サンクトペテルブルク